# Parti populaire du Canada
Pour les articles homonymes, voir PPC.
Le Parti populaire du Canada (PPC, en anglais : People's Party of Canada) est un parti politique fédéral au Canada souvent classé entre la droite et l'extrême droite par les observateurs.
Le parti est fondé en 2018 par Maxime Bernier, à le suite de son échec face à Andrew Scheer lors de l'élection à la direction du Parti Conservateur du Canada de 2017. À la suite de cette défaite il déclare que le parti serait devenu « trop corrompu intellectuellement et moralement pour être réformé »
Le Parti Populaire du Canada se revendique comme une alternative à ce que Maxime Bernier appelle l'Uni Party, en parlant d'un establishment dont ferait partie le reste des gros partis politiques canadiens. Le Parti soutient des idées conservatrices, libertariennes et anti woke, selon sa plateforme électoral.

## Histoire

### Fondation et débuts

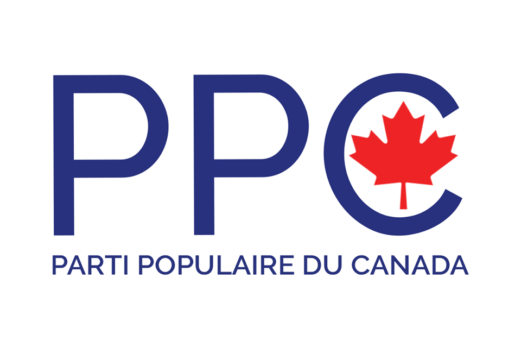
Ancien logo.

Le Parti populaire du Canada est fondé le 14 septembre 2018 par l'ancien ministre fédéral Maxime Bernier — candidat à la direction du Parti conservateur en 2017, élection qu'il perd de justesse face à Andrew Scheer — à la suite de sa défection du camp conservateur. Il évoque alors des désaccords sur plusieurs enjeux, comme le maintien de la gestion de l'offre, l'immigration et la réforme de la péréquation. « Au cours de la dernière année, j'en suis venu à la conclusion que ce parti est trop corrompu intellectuellement et moralement pour être réformé » déclare-t-il,,.
Dans un éditorial du National Post, Bernier déclare que sa motivation pour former le parti est de renverser la « dynamique de choix du public » dans le système politique canadien, estimant faire face à une structure de clientélisme électoral bénéficiant aux partis politiques de premier plan. Il réitère sa conviction que le Parti conservateur ne peut être réformé pour mettre fin à cette pratique et qu'un nouveau parti politique est nécessaire. Interrogé sur l'organisation de son parti, Bernier mentionne qu'il utiliserait des outils relativement récents, tels que les médias sociaux.

### Élections fédérales de 2019
Maxime Bernier fait campagne pour les élections fédérales de 2019, les premières auxquelles participe par le parti. Il se présente dans son comté de la Beauce, qu'il représente jusque-là en tant que député. Le PPC reçoit finalement 300 000 votes et un peu plus de 1,6 % des voix au niveau national, sans réussir à traduire ces voix en sièges. Les élections se soldent par un échec personnel pour Bernier, qui perd son siège, l'unique du parti.
En 2020, il est rapporté un rapprochement entre Maxime Bernier et le vidéaste Alexis Cossette-Trudel, celui-ci ayant été reçu en entrevue deux fois sur la chaîne YouTube du Parti populaire du Canada par Bernier. Lors de la pandémie de Covid-19, le parti se montre fortement critique de la gestion du gouvernement de Justin Trudeau.

### Élections fédérales de 2021
Lors des élections fédérales de 2021, le parti obtient plus de 800 000 votes et près de 5% des voix au total, cependant le parti ne fait élire aucun député à la Chambre des communes. La campagne du parti se sera principalement portée sur la question de la gestion de la Covid-19 ou le PPC plaide contre les mesures sanitaires qu'il juge abusives et pour plus de libertés individuelles, bien qu'il ne traduis pas ces voix en sièges il obtient tout de même le double des voix par rapport au Parti Vert du Canada qui existe depuis beaucoup plus d'années que ce dernier. Dans un rassemblement à Saskatoon après l'élection, Maxime Bernier parle d'une révolution idéologique en cours.

### Élection partielle à Portage—Lisgar de 2023
Un grand élan d'enthousiasme se lance sur les réseaux sociaux au début de l'été 2023 alors que Maxime Bernier annonce sa candidature pour une élection partielle à Portage—Lisgar, une petite circonscription ultra-conservatrice au Manitoba. L'élection finira par un échec PPC et à l'élection de leurs rivaux politique du Parti Conservateur du Canada qui réussissent à faire élire leur candidat Branden Leslie.

## Résultats électoraux
| Élection | Chef           | Voix    | %    | Rang | Candidats | Sièges  | +/–           | Gouvernement        |
| -------- | -------------- | ------- | ---- | ---- | --------- | ------- | ------------- | ------------------- |
| 2019     | Maxime Bernier | 291 743 | 1,64 | 6e   | 315       | 0 / 338 | Nv            | Extra-parlementaire |
| 2021     | Maxime Bernier | 837 662 | 4,94 | 5e   | 312       | 0 / 338 |               | Extra-parlementaire |
| 2025     | Maxime Bernier | 136 977 | 0,70 | 6e   | 247       | 0 / 343 | en stagnation | Extra-parlementaire |